# Пир-Панджал

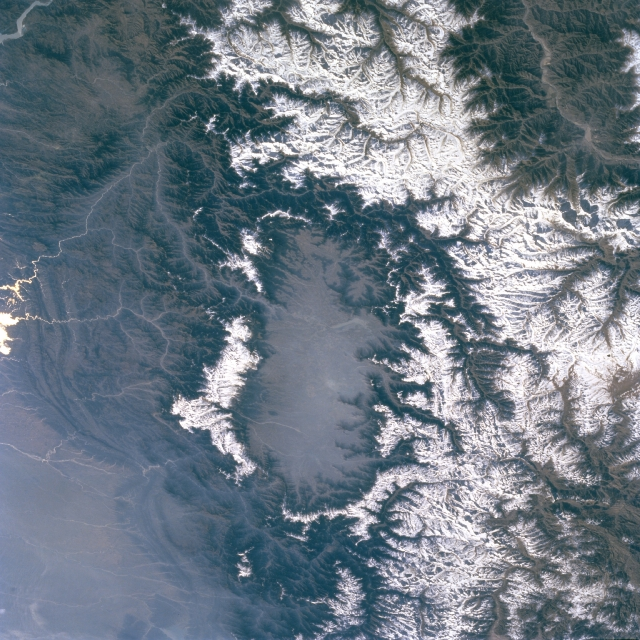
Кашмирская долина со спутника. Снега Пир-Панджала отделяют долину от равнин.

Хребет Пир-Панджал — горная цепь Малых Гималаев, тянущихся с востока-юга-востока на запад-северо-запад, пересекая границу Химачал-Прадеш и Джамму и Кашмир в Индии, а также пакистанский Гилгит-Балтистан. Восточная часть хребта является водоразделом, отделяющим бассейн реки Чинаб (Чандрабхага) от бассейна рек Беас и Рави.
Перевал Ротанг-Ла на востоке Пир-Панджала соединяет Манали в долине Куллу с Киелянгом в лахаульской долине.
Перевал Хаджи-Пир на западе Пир-Панджала отделяет Пунч от Ури. Этот перевал является зоной конфликтов Индии и Пакистана. Перевал является стратегическим объектом и охраняется силами пакистанской армии.
Део-Тибба (6001 м) и Индрасан (6221 м) — две высочайшие горы на восточном конце хребта. Их можно рассмотреть из долины Павати-Беис (Округ Кулу) и долины Чандра (верхний Чинаб) (округ Лахул и Спити) в штате Химачал-Прадеш. Горная станция Гульмарг в Джамму и Кашмире, находится именно в этом хребте.